# Natural Selection 2
 Natural Selection 2  (NS2) é um jogo multiplayer de computador que combina os estilos de jogo tiro em primeira pessoa e estratégia em tempo real. O cenário do jogo tem tema de ficção científica.
Natural Selection 2 se passa alguns anos após o original Natural Selection.

## Desenvolvimento
A equipe de desenvolvimento do jogo mantém um blog para mostrar à comunidade o progresso de o desenvolvimento do jogo.  Os desenvolvendores são bastante ativos também nos fóruns de discussão de a Unknown Worlds.
No dia 31 de Agosto de 2007, Charlie Cleverland e Max McGuire lançaram podcasts. Desde então, informações estão sendo lançadas por áudio, porém em intervalos irregulares. Nestes são discutidos o processo de desenvolvimento, financiamento e o foco, e serve também como bsae para entrevistas com outros nomes na indústria de jogos.
Inicialmente, o desenvolvimento do jogo era planejado como uma modificação do motor do Half-Life 2, conhecido como Source, porém, no terceiro trimestre de 2008, a equipe de desenvolvimento anunciou a troca do motor de jogo, deixando o Source. O motivos da troca foram principalmente a procura de um balanço maior entre a necessidade de flexibilidade em se trabalhar com um motor gráfico e custos de licenciamento.

## História do desenvolvimento
O jogo foi oficialmente anunciado em outubro de 2006. Seria desenvolvido pela companhia criadora do Natural Selection, Unknown Worlds.  O criador do jogo, Charlie ‘Flayra’ Cleveland, continuaria seu trabalho no jogo e Cory Strader a contribuir com seu trabalho artístico.
Em 1 de Dezembro de 2006 foi anunciado uma característica do jogo, chamada Dynamic Infestation (infestação dinâmica).  Um vídeo contendo uma demonstração da Dynamic Infestation foi postado no blog de desenvolvimento oficial.[carece de fontes?]
Em 7 de Abril de 2008, a companhia Unknown Worlds estabeleceu um escritório e contratou funcionários adicionais com um novo financiamento para Natural Selection 2. Isto solidificou o compromisso de a Unknown Worlds com o desenvolvimento do jogo. [carece de fontes?]
Em 10 de Julho de 2008, foi anunciado pela Unknown Worlds a mudança do motor gráfico Source para um novo de desenvolvimento próprio, este novo ainda sem nome.
Trabalho artístico é freqüêntemente mostrado no blog de desenvolvimento de a Unknown Worlds.

## Distribuição do jogo
Charlie Cleveland (criador do jogo) anunciou que o jogo não seria baseado no motor gráfico Source, mas em um sistema completamento novo desenvolvimento exclusivamente para o jogo NS2. No entanto, pretende-se ainda a venda e distribuição do jogo através do sistema Steam.
Foi anunciado que uma ferramenta técnica será lançada para o público sob o nome de NS2TR (Natural Selection 2 Tech Release). Esta ferramenta fará com que os usuários possam criar mapas, podendo estes ser lançados junto ao NS2.[carece de fontes?]  Natural Selection did the same thing and numerous creators have gone on to work on games such as Quake 4. However, since Natural Selection 2 will be retail Unknown Worlds will be purchasing the rights to the maps that are selected to be in the game.

## Armamento
Planejava-se que todo o armamento dos fuzileiros e alienígenas  tenha fogo alternativo, ou secundário. O cenário do novo jogo ocorre vários anos após a primeira versão, sendo assim o armamento dos fuzileiros será mais avançado e terá uma arte diferente. Vários conceitos artísticos foram criados por Nate Wolcott e mostrados ao público.[carece de fontes?]
Charlie Cleveland anunciou também que um lança-chamas fará parte do arsenal de Natural Selection 2.

## Motor do Jogo
O motor do jogo, até o momento sem nome, está sendo desenvolvido específicamente para o NS2. Tem como base o código desenvolvido por Max McGuire, o qual foi desenhado para o processo de carregarento de mídias (sons e imagens) sob o motor Source.
O motor de jogo do NS2 fará uso da linguagem de script Lua para a programação lógica do jogo, permitindo uma fácil expansão dos mecanismos do jogo. Suporte à física de jogo será provido por diversas bibliotecas (programação) de terceiros, e fará parte da experiência multi-player. O motor é um dos únicos a utilizar apenas fontes de iluminação dinâmicas.